# Ftia z Macedonii
Ftia zwana Chryzeis (gr.: Φθία, Phthίa; Χρυσηϊς, Chrysēϊs – „Złota”) (III w. p.n.e.) – królowa Macedonii, córka króla Epiru Aleksandra II i królowej Olimpias II, małżonka Demetriusza II, króla Macedonii, matka Filipa V, przyszłego króla Macedonii.
Małżeństwo jej było zaaranżowane przez Olimpias II, matkę i regentkę Epiru, która chciała uzyskać w ten sposób pomoc króla macedońskiego przeciw Etolom w walce o odzyskanie zajętej epirockiej części Akarnanii. Demetriusz II, by ją poślubić, oddalił swą pierwszą żonę Stratonike, siostrę Antiocha II Theosa, króla państwa Seleucydów. Ta odepchnięta namówiła swego brata do wszczęcia wojny przeciw byłemu mężowi. Ftia, po śmierci męża w r. 229 p.n.e., ponownie weszła w związek małżeński, za Antygona III Dosona, kuzyna zmarłego i króla Macedonii, z którym miała syna nieznanego imienia.